# Fuego (novela de Joe Hill)
Fuego (título original The Fireman) es una novela posapocalíptica escrita por el estadounidense Joe Hill. Es la cuarta novela del autor, hijo de Stephen King. Hill habló por primera vez de la novela en 2013 en entrevistas promocionales para su entonces novela NOS4A2. Finalmente fue publicada el 17 de mayo de 2016.

## Sinopsis
Una nueva plaga se está esparciendo a lo largo de Estados Unidos, afectando a las ciudades una por una: Boston, Detroit, Seattle. Los doctores la llaman Draco Incendia Trycophyton. Para el resto de las personas, se llama Escamadragón; una espora mortal y altamente contagiosa que deja unas marcas doradas y negras en los cuerpos de sus huéspedes, justo antes de hacerlos estallar en llamas. Millones de personas están infectadas; las llamas brotan de todas partes. Sin ningún tipo de antídoto nadie está a salvo.
Harper Grayson, una dedicada y compasiva enfermera, ha tratado a miles de pacientes en su hospital. Pero un día descubre las marcas doradas y negras sobre su piel. Cuando se desató la epidemia, Harper y su marido, Jakob, prometieron que se suicidarían antes de quemarse vivos si llegaran a ser infectados, solo que Harper está embarazada y quiere vivir, al menos hasta poder dar a luz a su bebé.
Pero Harper no está sola como ella cree: hay un misterioso y amable extraño que conoció en el hospital, un hombre vestido de bombero que camina sobre el abismo que hay entre la locura y la muerte. Conocido como el Bombero, patrulla las ruinas de New Hampshire; un hombre loco infectado con la Escamadragón que ha aprendido a controlar el fuego dentro de él, usándolo como un escudo para proteger a los indefensos.
En los tiempos oscuros  que se avecinan, mientras el mundo arde, Harper tendrá que aprender los secretos del Bombero antes de que su vida, y la de su bebé no nato, queden reducidas a cenizas.